# Добродетелта на егоизма
„Добродетелта на егоизма“ (на английски: The Virtue of Selfishness) представлява сборник с есета, издаден през 1964 г. от Айн Ранд и Натаниъл Брандън. По-голямата част от есетата са публикувани в The Objectivist Newsletter, с изключение на есето „Обективистката етика“, което Айн Ранд представя в университета на Уисконсин по време на симпозиума „Етиката в наши дни“. В книгата се раглеждат отделни проблеми на обективистката философия на Айн Ранд. Засягат се теми като дефинирането и утвърждаването на егоизма като рационален кодекс от ценности, разрушителността на алтруизма и същността на държавата.
Книгата излиза на българския книжен пазар през 2008 г., публикувана от издателска къща МаК. 
Съдържание:
Въведение
1. Обективистката етика, Айн Ранд (1961)
2. Психичното здраве срещу мистицизма и саможертвата, Натаниъл Брандън (1963)
3. Етиката при извънредни ситуации, Айн Ранд (1963)
4. „Консфликтните“ интереси при хората, Айн Ранд (1962)
5. Не е ли всеки егоист?, Натаниъл Брандън (1962)
6. Психологията на удоволствието, Натаниъл Брандън (1964)
7. Възможно ли е да не се правят компромиси в живота?, Айн Ранд (1962)
8. Как да живеем рационално в ирационално общество?, Айн Ранд (1962)
9. Култът към моралната сивота, Айн Ранд (1964)
10. Колективистката етика, Айн Ранд (1963)
11. Строители на паметници, Айн Ранд (1962)
12. Правата на човека, Айн Ранд (1962) 
13. Колективизираните „права“, Айн Ранд (1963) 
14. Същността на държавата, Айн Ранд (1963) 
15. Финансирането на държавата при свободното общество, Айн Ранд (1964)
16. Свещеното право на застой, Натаниъл Брандън (1963)
17. Расизъм, Айн Ранд (1963)
18. Фалшивият индивидуализъм, Натаниъл Брандън (1962)
19. Аргументът на сплашването, Айн Ранд (1964)
|  | Тази страница частично или изцяло представлява превод на страницата The Virtue of Selfishness в Уикипедия на английски. Оригиналният текст, както и този превод, са защитени от Лиценза „Криейтив Комънс – Признание – Споделяне на споделеното“, а за съдържание, създадено преди юни 2009 година – от Лиценза за свободна документация на ГНУ. Прегледайте историята на редакциите на оригиналната страница, както и на преводната страница, за да видите списъка на съавторите. ВАЖНО: Този шаблон се отнася единствено до авторските права върху съдържанието на статията. Добавянето му не отменя изискването да се посочват конкретни източници на твърденията, които да бъдат благонадеждни. |